# 6921 Janejacobs
6921 Janejacobs este un asteroid din centura principală, descoperit pe 14 mai 1993, de S. Ueda și H. Kaneda.